# Micrathena macfarlanei
Micrathena macfarlanei là một loài nhện trong họ Araneidae.
Loài này thuộc chi Micrathena. Micrathena macfarlanei được Arthur Merton Chickering miêu tả năm 1961.